# Jan Johnson (friidrottare)
Jan Eric Johnson, född 11 november 1950 i Hammond i Indiana, död 23 februari 2025 i Atascadero i Kalifornien, var en amerikansk stavhoppare.
1971 vann Johnson Panamerikanska spelen med 5,33 och året efter blev det OS-brons vid OS i München på 5,35. Hans personliga rekord 5,50 sattes vid USA:s OS-uttagningar där han blev 3:a. Han var en tid innehavare av inomhusvärldsrekordet 5,36 vilket var en förbättring av Kjell Isakssons rekord med 2 cm.
Johnson tog examen från University of Alabama 1972 och Ph.D.-examen i idrottsvetenskap från Southern Illinois University.
Johnson var pappa till stavhopparen Chelsea Johnson.

## Personliga rekord
- Längdhopp: 7,54 (1972)
- Stavhopp: 5,50 (1972)